# ボーン湖の湖上戦
ボーン湖の湖上戦（ボーンこのこじょうせん、英: Battle of Lake Borgne）は、米英戦争の最終盤1814年12月14日に、ルイジアナ州ボーン湖で起きたイギリス海軍とアメリカ海軍の間の湖上戦である。イギリス軍はニューオーリンズに侵攻する途中だった。

## 背景
1814年9月、イギリス軍はアラバマ州のモービルを占領することで、ミシシッピ川に向かう陸からの交易ルートを遮断しようとして、ボウヤー砦を攻撃したが失敗した。イギリス軍は次の作戦としてニューオーリンズを攻撃することに決めた。アメリカ軍はイギリス艦隊がルイジアナ州に近づいてきているという警告を受けるようになった。その警告はニューオーリンズ戦隊のダニエル・パターソン代将のもとにも達し、即座に州内の水路と港を守るために、海上のあらゆる種類の戦力を集め始めた。
アレクサンダー・コクラン提督指揮下のイギリス海軍が12月9日にルイジアナ海岸沖に現れたとき、パターソンはトマス・アップ・ケイツビー・ジョーンズ海軍大尉と小さな戦隊をボーン湖のパトロールに派遣した。この戦隊はジェファーソン級砲艦5隻、第156号、第163号、第5号、第23号、第162号と、ジョンソン航海士の指揮するスクーナーUSSシーホース、補給艦として機能するスループ・オブ・ウォー2隻、USSアリゲーターとUSSティックラーで構成されていた。砲艦第156号がこの戦隊の旗艦であり、長射程24ポンド砲1門、12ポンド・カロネード砲4門、旋回砲4門を搭載していた。乗組員は41名だった。戦隊全体では乗組員245名、長射程砲16門、カロネード砲14門、榴弾砲2門、旋回砲12門になった。
イギリス海軍北アメリカ艦隊総司令官アレクサンダー・コクラン海軍中将は、ペンサコーラにいたHMSシーショア、HMSアーマイド、HMSソフィーにボーン湖に向かうよう命令した。これら艦船は湖の奥、輸送船停泊地から60マイル (100 km) にあるバイユー・カタラン、すなわちド・ペシュールに向かった。そこはニューオーリンズ攻撃のための上陸点になる予定だった。
イギリス艦3隻がキャット島を過ぎる時に、アメリカ砲艦2隻が攻撃して来た。さらにマストに昇っていた見張りが他の3隻も目撃した。この戦隊が12月11日に到着したとき、コクランはアメリカ艦を狩り出すことに決めた。
コクランはイギリス艦隊の全てのボートをソフィー艦長のニコラス・ロッキア海軍中佐の下に集め、アメリカ戦隊を探してこれを打ち破るよう命令した。それらのボートは、HMSトナン、HMSノージ、HMSベッドフォード、HMSロイヤルオーク、HMSラミリーズ、HMSアーマイド、HMSサイドナス、HMSシーショア、HMSトレイブ、HMSソフィー、HMSベルプール、HMSゴーゴン、HMSマンリー、HMSメテオから集められた。イギリス軍はロングボート、ランチ、バージ42隻に、それぞれ12あるいは18あるいは24ポンド・カロネード砲を載せ、3隻のギグにはそれぞれ長射程青銅12ポンド砲を載せた。
この部隊は水兵と海兵合わせて1,200名ほどになった。12月12日夜、ロッキアの指揮するイギリス・ボート部隊がボーン湖に入った。そのボーン湖に入る前にアメリカ軍のスクーナーシーホースと遭遇していた。シーホースはベイ・セントルイスにある弾薬庫が、イギリス海軍に捕獲されないよう、それを破壊する任務で出てきていた。このスクーナーは岸の砲台からの援護を受けながら、ロッキアのロングボート2隻と闘ったが、その夜にイギリス艦隊本隊からの捕獲を免れるために自ら火を放った。

## 戦闘
イギリス軍は約36時間漕ぎ続けた後、マルフールー島と本土のポイントクレアの間にある海峡を塞ぐように列を作ったアメリカ艦5隻を発見した。イギリス軍が近づいて行きながら、アリゲーターを視認し、即座にロバーツ指揮下のロングボート数隻を送ってその行く手を遮断し、速やかにアリゲーターを捕獲した。12月14日朝10時、ボート群はセントジョセフ島から大砲の長射程内に接近していた。この時点でロッキアはボートの乗組員に朝食を摂るよう命令した。
ロッキアはボート群を3つの部隊に編制した。自身が第1の部隊を指揮し、マンリーのモントレサーに第2の部隊を、メテオのロバーツに第3の部隊の指揮を任せた。イギリス兵は朝食を済ませると、オールに戻り、敵に近づいて行った。主たる戦闘は10時半に始まった。砲艦のアメリ兵はイギリスのボートが漕ぎ寄せて来るのを見て、まだボートが遠い位置にある時から砲撃を始めた。イギリス兵は強い潮に逆らい、砲弾やブドウ弾に曝されながら漕ぎ進んだ。
アメリカ軍は両軍が接近する以前にできる限りの砲弾を撃ち込んだ。攻撃して来たロングボートの2隻を沈め、他の多くにも損傷を与えた。その過程で多くのイギリス兵を死傷させたが、その中にはロッキアのボートの乗り組員が多かった。両軍が接近しイギリス軍水兵と海兵がアメリカ艦に乗り移り始めた。ロッキア自身もジョーンズの艦である砲艦第156号に乗り移った。それに続く白兵戦では、両軍兵がカットラス、パイク、銃剣、マスケット銃を使った。ロッキアもジョーンズも重傷を負った。
イギリス軍は砲艦第156号を捕獲し、その大砲を他のアメリカ艦の方向に向けた。その砲撃で他のアメリカ艦捕獲にも貢献した。イギリス軍はアメリカ艦を1艦ずつ捕まえて行った。アメリカ艦全体に乗り移って捕まえるのに5分間しか掛からなかった。
小さな50トンのスループ、ティックラーは砲艦5隻の背後直ぐに停泊しており、戦闘の様子を観察していたが、ジョーンズの命令が出ていたので戦いには加わらなかった。イギリス軍がアメリカの砲艦全てを捕獲したのをその艦長が見ると、船に穴を明けさせ、さらに火を点けた。その乗組員が救命ボートでニューオーリンズまで逃げたのか、あるいは捕まったのか明らかではない。

## 戦いの後
この戦闘は全体で2時間ほど続いたが、白兵戦になってからはほんの5分間だった。イギリス軍は次第に数で優勢になってアメリカ兵に降伏を強いたが、アメリカ軍もかなりの損傷を与えた。イギリス軍は湖の支配権を取ったが、時間がかかったために、アメリカ軍のアンドリュー・ジャクソン将軍には防衛のための時間を与えてしまった。アメリカ軍は砲艦と、スループ艦を失い、6名が戦死、35名が負傷、86名が捕虜になった。イギリス軍がカウントしたアメリカ軍の損失は戦死10名、負傷35名、捕虜86名だったが、アメリカ軍に拠れば、戦死、負傷、捕虜合わせて60名だった。ジョーンズは3か月間戦争捕虜になった。後にその勇敢さと、イギリス軍の進軍を遅らせた功績で表彰された。

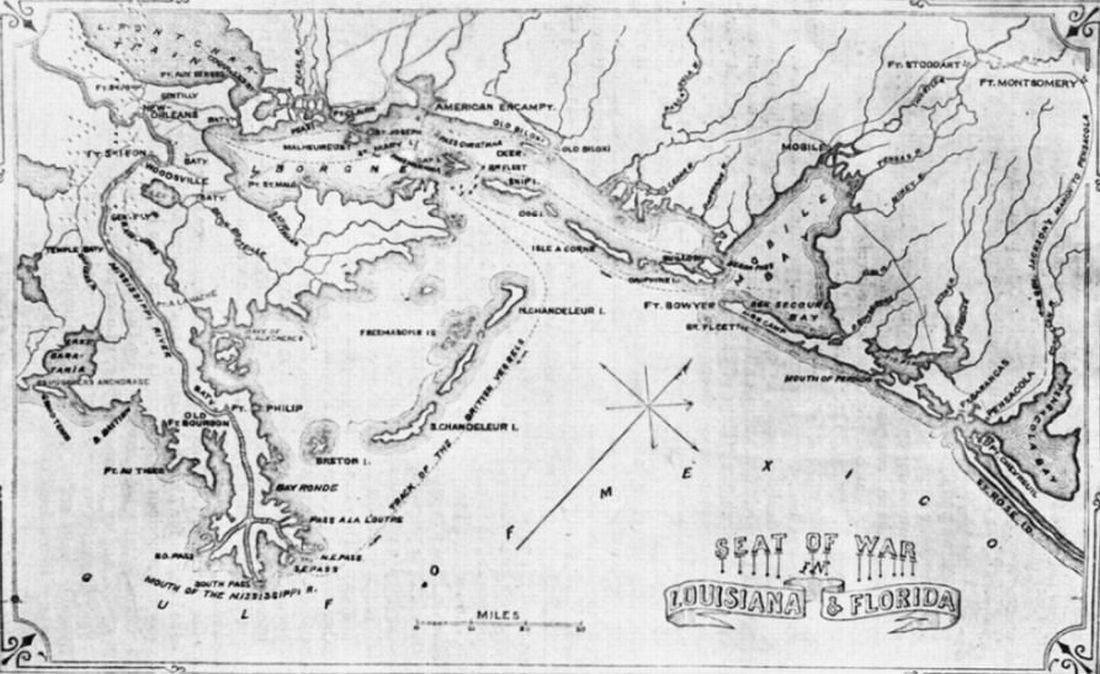
ボーン湖、ニューオーリンズとその周辺を示す地図

イギリス軍の報告書では、戦死17名と負傷77名であり、その内数人は後に死んだ。ロッキア大佐も負傷者に入っていた。イギリス軍はロングボート2隻を沈められ、他にも損傷を受けていた。当初アメリカ軍はイギリス軍が300名程が死傷し、4隻のボートが沈んだと主張していた。コクランは捕獲した船隊を評価して36門のフリゲート艦に相当するとし、ロッキアはその傷が許す限り速やかにその指揮にあたるよう指名した。モントレサーが指揮官代行となった。1815年3月、ロッキアは海軍大佐に昇進を受けた。
イギリス軍は捕獲した砲艦5隻を、HMSアンブッシュ（アンブッシュ5号）、HMSファイアブランド、HMSデストラクション、HMSハーレクイン、HMSイーグルの名で就役させた。これらの艦の幾つかは1815年6月までイギリス海軍の現役に留まり、少なくとも1隻はその先まで使われた。
ボーン湖はイギリス軍がニューオーリンズを攻撃するために備える上陸地帯になった。ニューオーリンズ市民がボーン湖の海戦のことを知った後で、市民の間に恐慌が広がったので、アンドリュー・ジャクソンは戒厳令を宣言した。

### 表彰
1847年イギリス海軍はこの戦闘の生存者に、「1814年12月14日ボート従軍」と記した従軍章の留金を制作した。生存者205名の全てがそれを要求した。

## 原註
1. ↑  A first-class share of the prize money was worth £34 12s 9¼d; a sixth-class share, that of an ordinary seaman, was worth 7s 10¾d.[2]